# Коста-риканско-никарагуанские отношения
Коста-риканско-никарагуанские отношения — двусторонние дипломатические отношения между Коста-Рикой и Никарагуа. Протяжённость государственной границы между странами составляет 313 км.

## История

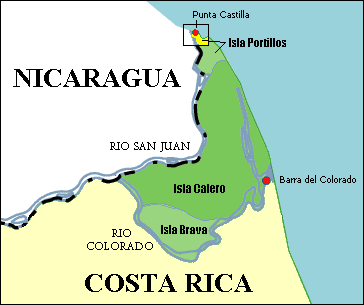
Спорная территория на карте.

В сентябре 1991 года в Сан-Сальвадоре прошла встреча президентов Гватемалы, Сальвадора и Гондураса, чтобы обсудить формирование Центральноамериканского парламента. Однако, в Никарагуа еще не были проведены выборы по избранию двадцати делегатов, которые каждая из стран-участниц должна направить в Центральноамериканский парламент. Это произошло из-за высоких расходов на проведение специальных выборов, а также внутренних политических причин в Никарагуа. Три страны-участницы предоставили Никарагуа, Коста-Рике (которая еще не ратифицировала договор) и Панаме (которая выразила заинтересованность в присоединении к региональным интеграционным процессам) тридцать шесть месяцев для принятия необходимых мер для участия.
Коста-Рика и Никарагуа уже более века имеют территориальный спор по приграничным территориям. В 1858 году представители обеих стран подписали договор Каньяс-Херес, согласно положениям которого была утверждена границу между странами, что впоследствии было подтверждено и судебными решениями. Однако, во время правления президента Никарагуа Даниэля Ортеги отношения с Коста-Рикой сильно испортились. В 2009 году Международный суд ООН утвердил южный берег реки Сан-Хуан как границу между странами. В октябре 2010 года Коста-Рика сделала заявление, что никарагуанские войска пересекли департамент Рио-Сан-Хуан и вошли на территорию Коста-Рики. Власти Коста-Рики подали в Международный суд заявление на действия Никарагуа, которые квалифицировали как вторжение, а также обвинили власти Никарагуа в уничтожении собственности на территории страны. Правительство Коста-Рики утверждало, что Никарагуа пытается оккупировать спорную территорию и предпринимает попытки изменить русло реки Сан-Хуан с целью изменить естественную границу между странами, что в свою очередь может привести к экологической катастрофе. Международный суд ООН вынес постановление, что Никарагуа имеет право продолжать работы на своей территории, но вооружённые силы необходимо вернуть в места дислокации.
В марте 2011 года Международный суд ООН принял решение о временных мерах по заявлению Коста-Рики в ее территориальном споре с Никарагуа. В декабре 2011 года Никарагуа подала встречный иск в Международный суд ООН, в котором было сказано, что проект строительства дороги вдоль реки Сан-Хуан нарушает суверенитет Никарагуа и наносит серьезный экологический ущерб. 16 декабря 2011 года Международный суд ООН вынес решение по двум заявлениям, поданным Никарагуа и Коста-Рикой по поводу территориального спора. В обоих случаях решение вынесено в пользу Коста-Рики, остров Калеро также стал частью территории этой страны. Международный суд ООН также постановил, что Никарагуа должна выплатить Коста-Рике компенсацию и если обе страны не смогут прийти к соглашению в течение 12 месяцев, то Международный суд ООН самостоятельно определит ее размер.